# Айзенберг Яків Єйнович
Яків Єйнович Айзенберг (нар. 13 червня 1934, Харків — пом. 3 липня 2004, Раанана, Ізраїль— український вчений, головний теоретик чотирьох поколінь систем керування ракетно-космічної техніки. Заслужений діяч науки і техніки України. Доктор технічних наук, професор, академік.

## Біографія
Народився 13 червня 1934 року в місті Харків.
У 1956 році закінчив Харківський політехнічний інститут, радіотехнічний факультет.
З 1956 року працював інженером у спеціальному конструкторському бюро ОКБ-692 (НВО «Електроприлад»), згодом реорганізоване у ВАТ «Хартрон».
З 1990 року генеральний конструктор — генеральний директор ВАТ"Хартрон".
З 1995 року Генеральний директор та генеральний конструктор науково-виробничого об'єднання «Хартрон».
Серед найбільш відомих проектів, розроблених під керівництвом Якова Айзенберга — старти найдосконалішої у світі стратегічної ракети SS-18 «Сатана», надважкої ракети-носія «Енергія», створення й запуск функціонально-вантажного блоку «Зоря», що поклали початок будівництву нової Міжнародної космічної станції.
У жовтні 2000 року автомобіль, у якому Яків Єйнович їхав у Київ, неподалік від міста Валки врізався в дерево. Яків Єйнович одержав струс мозку, переломи ключиці й ребра, довгий час перебував на лікуванні у відділенні нейрохірургії Харківської обласної лікарні.
У січні 2002 року подав у відставку й виїхав до Ізраїлю, де жили його діти. Помер Яків Єйнович Айзенберг 3 липня 2004 року, похований у місті Раанана, за 15 км від Тель-Авіва.

## Громадська діяльність
Член Міжнародної академії астронавтики (IAA), Міжнародної академії інформації (IAI), Міжнародної академії лідерства в бізнесі і керуванні, Академії космонавтики ім. К. Э. Ціолковського, Академії навігації і керування рухом Російської академії навігаційних наук (РАНН), Академії технологічних наук України (АТНУ), Інституту інженерів по електротехніці й електроніці США (IEEE).

## Автор наукових праць
- Динамические свойства летательного аппарата с ЖРД и требования к автомату стабилизации: учеб. пособие / Я. Е. Айзенберг, Ю. М. Борушко.- Х., 1984. — 97 с.
- Ракеты. Жизнь. Судьба: воспоминания / Я. Е. Айзенберг. — Харьков: Инвестор, 2010. — 159 с. — ISBN 978-966-8371-30-1[2]

## Нагороди та відзнаки
- лауреат Ленінської премії
- лауреат Державної премій СРСР
- лауреат Державної премії УРСР
- лауреат премій імені В. М. Глушкова
- лауреат премії імені В. М. Челомея
- Заслужений діяч науки і техніки України